# Kerry Dixon
Kerry Michael Dixon, más conocido como Kerry Dixon (Luton, Bedfordshire, Inglaterra, 24 de julio de 1961), es un exfutbolista inglés que se desempeñó como delantero en clubes como el Reading FC y el Chelsea FC. Es el tercer máximo goleador del Chelsea, al haber marcado 193 goles entre 1983 y 1992.

## Selección nacional
Fue internacional con la Selección de fútbol de Inglaterra en 8 ocasiones y marcó 4 goles. Debutó el 9 de junio de 1985, en un encuentro amistoso ante la selección de México que finalizó con marcador de 1-0 a favor de los mexicanos.

### Participaciones en Copas del Mundo
| Mundial                        | Sede   | Resultado        |
| ------------------------------ | ------ | ---------------- |
| Copa Mundial de Fútbol de 1986 | México | Cuartos de final |

## Clubes
| Club             | País       | Año         |
| ---------------- | ---------- | ----------- |
| Reading          | Inglaterra | 1980 - 1983 |
| Chelsea          | Inglaterra | 1983 - 1992 |
| Southampton      | Inglaterra | 1992 - 1993 |
| Luton Town       | Inglaterra | 1993 - 1995 |
| Millwall         | Inglaterra | 1995 - 1996 |
| Watford          | Inglaterra | 1996        |
| Doncaster Rovers | Inglaterra | 1996 - 1997 |

## Palmarés

### Campeonatos nacionales
| Título           | Club    | País       | Año     |
| ---------------- | ------- | ---------- | ------- |
| Second Division  | Chelsea | Inglaterra | 1983-84 |
| Full Members Cup | Chelsea | Inglaterra | 1985-86 |
| Second Division  | Chelsea | Inglaterra | 1988-89 |
| Full Members Cup | Chelsea | Inglaterra | 1989-90 |